# Diana (Bryan Adams)
Diana è un singolo del cantante canadese Bryan Adams, pubblicato nel 1985.

## Descrizione
Questa canzone è stata scritta da  Bryan Adams e Jim Vallance a Vancouver, nel marzo del 1984. Doveva essere una canzone leggera e divertente sul matrimonio tra Carlo, principe del Galles e Diana Spencer. La canzone non fu inserita nell'album Reckless perché Adams temeva di offendere la coppia. Tuttavia, la canzone venne incisa come B-side del singolo Heaven e come singolo in Portogallo. Nel 1986, durante la visita Di Carlo e Diana all'Expo 1986, svoltosi a Vancouver, i mass media britannici misero le mani su una copia della canzone e tentò, senza successo, di inventare uno scandalo. In una intervista rilasciata al The Sunday Times, Adams ha raccontato dell'amicizia che lo legava a Lady Diana, si incontrarono a bordo di un aereo, dove confidò a Diana di aver usato il suo nome per una canzone, la principessa rispose che la trovava divertente e che lei avrebbe avuto il piacere di ascoltarla di nuovo, Adams spedì una copia nella residenza di Kensington Palace, da quel momento nacque un'amicizia fra i due. Adams eseguiva spesso questa canzone dal vivo, ma dopo la morte di Diana Spencer, non è stata più effettuata.
Su vari tabloid, negli anni sono uscite varie notizie che Adams abbia avuto una relazione sentimentale con Diana, smentite da Adams, mentre frequentava l'attrice, di Il domani non muore mai, e modella danese Cecilie Thomsen.

## Significato del testo
Il testo parla dell'ammirazione della cantante per la famosa Diana, che vide per la prima volta su una rivista e poi in TV. La cantante parla del suo amore per Diana e lascia intendere che il suo attuale marito (di cui non viene mai rivelato il nome) non è degno di lei. Il cantante chiede a Diana di lasciare il marito, suggerendo che se fosse stata con lui, non avrebbe dovuto far parte della "società". Si pensa che la canzone parli di Diana e del principe Carlo, ma non è chiaro esattamente di chi parli la canzone. Inoltre, della Diana in questione non viene detto nulla, a parte il fatto che è una celebrità ampiamente conosciuta, e Charles non viene mai menzionato per nome o titolo. Tuttavia, nei testi Diana viene definita "la regina di tutti i miei sogni", alludendo al suo rapporto con la famiglia reale.
(ritornelli del brano)

## Video musicale
Nel 1994 fu uscì un video della canzone, nella raccolta video di So Far So Good. Questa versione del video compare un montaggio di varie immagini sulla vita di Diana Spencer.

## Formazione
- Bryan Adams – chitarra ritmica, voce
- Keith Scott  – chitarra ritmica, chitarra solista
- Dave Taylor – basso
- Tommy Mandel – tastiere
- Mickey Curry – batteria

## Classifiche
| Classifica (1985)             | Posizione massima |
| ----------------------------- | ----------------- |
| Stati Uniti (mainstream rock) | 21                |